# Luigi I, langravio d'Assia
Luigi I d'Assia, detto anche Ludovico I, soprannominato "il Pacificatore" (Spangenberg, 6 febbraio 1402 – Spangenberg, 17 gennaio 1458), fu langravio d'Assia.
La vittoria della guerra magontino-assiana contro l'elettorato di Magonza e l'unione dell'Alta e della Bassa Assia, gli valsero il soprannome di "Pacificatore".

## Biografia
Luigi (o Ludovico) nacque a Spangenberg nel 1402. Rimasto orfano del padre nel 1413, venne chiamato a succedergli al trono del langraviato d'Assia ma non avendo ancora raggiunto l'età minima per governare autonomamente, sino al 1416 gli venne affiancata in tutela sua madre, Margherita, figlia del burgravio Federico V di Norimberga, e da Enrico III di Brunswick-Grubenhagen.

### Politica estera
Quando Luigi ebbe preso il controllo completo del proprio dominio, sotto il suo governo si acuirono ulteriormente le controversie che già erano sorte tra i suoi predecessori e gli arcivescovi di Magonza per il controllo della regione. Luigi riuscì a riconquistare le città sul fiume Werra che erano state perdute sotto il langravio Enrico II con due campagne militari, rispettivamente nel 1419 e nel 1433. I conflitti armati si estesero però su più larga scala dopo che l'abate di Fulda, Giovanni I di Merlau, venne cacciato da Konrad von Dhaun, arcivescovo di Magonza, rifugiandosi appunto sotto l'ala di Luigi alla ricerca di protezione. Il 23 luglio 1427 vicino a Kleinenglis, a pochi chilometri a sud di Fritzlar, e nuovamente il 10 agosto 1427 nei pressi di Fulda, le truppe dell'Assia sconfissero quelle dell'arcivescovo comandate da Gottfried von Leiningen nell'ambito della guerra assiano-magontina. La vittoria finale dell'Assia venne sancita dalla Pace di Francoforte firmata dalle parti l'8 dicembre 1427, respingendo completamente le pretese di influenza di Magonza nella regione.
Luigi acquisì il patronato dell'abbazia di Hersfeld nel 1432 e quello dell'abbazia di Corvey nel 1443, e tra il 1437 ed il 1456 ottenne la sovranità feudale di diverse contee e signorie tedesche come quella di Waldeck-Landau (1431), Waldeck-Waldeck (1438), Sayn-Wittgenstein (1439), Plesse (1447), Lippe (1449), Büren (1456) e Rietberg (1456). Nel 1427 ottenne anche la sovranità della contea di Ziegenhain che rappresentò il suo successo territoriale più significativo dal momento che la conquista di quest'area gli consentì di unire l'Alta Assia con la Bassa Assia ed unificare così territorialmente il proprio langraviato. Quando la casa comitale degli Ziegenhain si estinse con la morte di Giovanni II, Luigi reclamò il feudo che comprendeva anche la contea di Nidda, la protezione sul monastero di Paderborn e sulle città di Erfurt e Mühlhausen.

### Politica interna
A livello di politica interna, Luigi I fu meno incisivo di altri suoi predecessori. Nel 1421 tutte le corporazioni degli artigiani ricevettero nuove lettere che garantivano loro libertà e diritti mai concessi in precedenza. All'interno delle città, Luigi continuò a limitare i poteri dei consigli comunali secondo uno schema politico già approvato da suo padre, aggiungendo per la prima volta organismi di rappresentanza composti da cittadini.

### La successione
Alla fine del suo regno, Luigi era riuscito ovviamente ad aumentare il territorio lasciatogli in eredità da suo padre, ma lo stato venne diviso in due parti dopo la sua morte:
- Bassa Assia (con capitale a Kassel), passò a suo figlio Luigi II
- Alta Assia (con capitale a Marburg), passò a suo figlio Enrico III

I due figli si scontrarono per l'esatta delimitazione dei loro reciproci domini e diritti sovrani fino al 1470, e nel 1469 ci fu persino una guerra aperta tra di loro. Questa guerra fratricida all'interno dell'Assia si concluse solo nel maggio del 1470 attraverso la mediazione del terzo fratello, l'arcivescovo Ermanno di Colonia.

## Matrimonio e figli
Il 13 settembre 1436 Luigi sposò Anna di Sassonia (5 giugno 1420-17 settembre 1462), figlia dell'elettore Federico I di Sassonia; la coppia ebbe i seguenti figli:
- Luigi II (1438–1471), langravio d'Assia, sposò Mectilde di Württemberg
- Enrico III (1440–1483), langravio d'Assia, sposò Anna von Katzenelnbogen (1443–1494)
- Ermanno (1449-1508), 1480-1508 arcivescovo di Colonia
- Elisabetta (1453–1489), sposò Giovanni III di Nassau-Weilburg (1441-1480)
- Federico (1458–1463)